# Armée d'Orient (campagne d'Égypte)
Pour les articles homonymes, voir Armée d'Orient et Corps expéditionnaire.
L'Armée d’Orient constitue le corps expéditionnaire de la campagne d'Égypte, envoyé par le Directoire dans le but de barrer la route des Indes aux Britanniques, et dans le but inavoué d'éloigner Bonaparte, nommé à la tête de l'expédition.

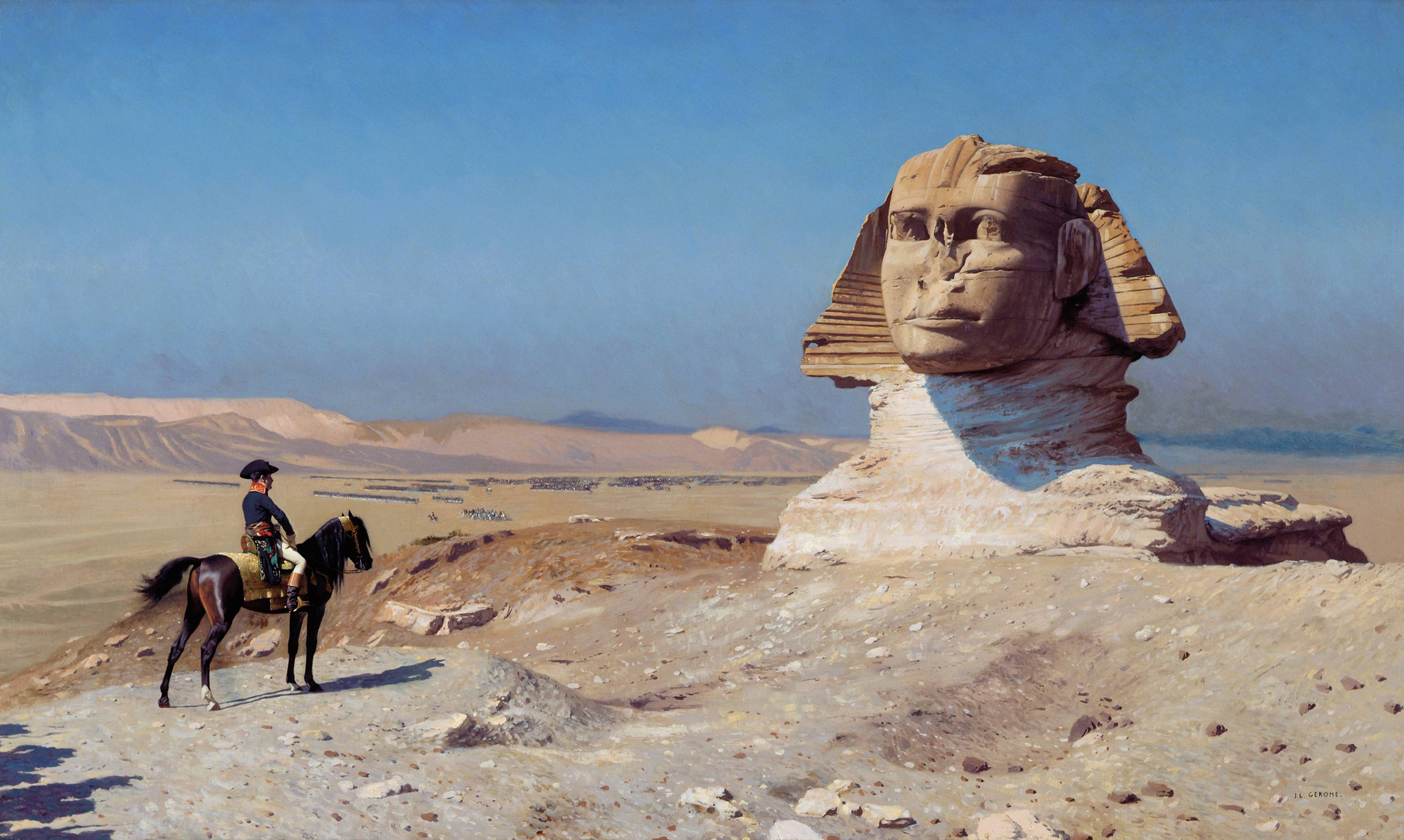
Peinture académique orientaliste de Jean-Léon Gérôme - XIXe siècle - localisation actuelle : collection privée, Hearst Castle

## Forces militaires

### Force terrestre en juillet 1798
- Commandant en chef : Général Napoléon Bonaparte
- Chef d'état-major : Général Louis-Alexandre Berthier
- Effectif: 45 000 dont 33 000 en Égypte

#### Compagnie des guides
- Commandant : chef de brigade Jean-Baptiste Bessières
- Effectif : 300 guides à pied, 180 guides à cheval et artilleurs à cheval

#### Division Desaix
- Commandant: Général Louis Charles Antoine Desaix
- Effectif : 5 600 hommes
- Composée des demi-brigades suivantes :
  - 21e demi-brigade d'infanterie légère : 3 bataillons pour 2 100 hommes
  - 61e demi-brigade d'infanterie de ligne : 3 bataillons pour 1 900 hommes
  - 88e demi-brigade d'infanterie de ligne : 3 bataillons pour 1 600 hommes

#### Division Reynier
- Commandant : Général Jean-Louis Reynier
- Effectif : 3 450 hommes
- Composée des demi-brigades suivantes :
  - 9e demi-brigade d'infanterie de ligne : 3 bataillons pour 1 620 hommes
  - 85e demi-brigade d'infanterie de ligne : 3 bataillons pour 1 840 hommes

#### Division Kléber
- Commandant : Général Jean-Baptiste Kléber
- Effectif : 4 900 hommes
- Composée des demi-brigades suivantes :
  - 2e demi-brigade d'infanterie légère : 3 bataillons pour 1 450 hommes
  - 25e demi-brigade d'infanterie de ligne : 3 bataillons pour 1 650 hommes
  - 75e demi-brigade d'infanterie de ligne : 3 bataillons pour 1 800 hommes

#### Division Menou
- Commandant : Général Jacques-Francois Menou
- Effectif : 5 200 hommes
- Composée des demi-brigades suivantes :
  - 22e demi-brigade d'infanterie légère : 3 bataillons pour 1 100 hommes
  - 13e demi-brigade d'infanterie de ligne : 3 bataillons pour 2 500 hommes
  - 69e demi-brigade d'infanterie de ligne : 3 bataillons pour 1 600 hommes

#### Division Bon
- Commandant : Général Louis André Bon
- Effectif : 4 700 hommes
- Composée des demi-brigades suivantes :
  - 4e demi-brigade d'infanterie légère : 2 bataillons pour 1 100 hommes
  - 18e demi-brigade d'infanterie de ligne : 3 bataillons pour 1 650 hommes
  - 32e demi-brigade d'infanterie de ligne : 3 bataillons pour 1 950 hommes

#### Division Dumas (cavalerie)
- Commandant : Général Alexandre Dumas
- Effectif : 3 050 hommes
- Composée des demi-brigades suivantes :
  - 7e régiment bis de hussards : 3 escadrons pour 630 hommes
  - 22e régiment de chasseurs à cheval : 3 escadrons pour 280 hommes
  - 3e régiment de dragons : 2 escadrons pour 390 hommes
  - 14e régiment de dragons : 3 escadrons pour 640 hommes
  - 15e régiment de dragons : 2 escadrons pour 230 hommes
  - 18e régiment de dragons : 4 escadrons pour 330 hommes
  - 20e régiment de dragons : 3 escadrons pour 530 hommes

#### Division Dommartin (Artillerie)
- Commandant de l'artillerie : Général Elzéard de Dommartin
- Unités présentes :
  - 4e régiment d'artillerie : une compagnie du 1er bataillon et le 2e bataillon en entier.
- Puissance de feu : 171 pièces d'artilleries dont:
  - 35 canons de siège
  - 24 obusiers
  - 40 mortiers
- Effectif: 3 150 hommes
- Distribué ainsi :
  - 5 compagnies à cheval
  - 14 compagnies à pied
  - 9 compagnies de demi-brigades

#### Division Caffarelli (Génie)
- Commandant du génie : Général Maximilien Caffarelli du Falga
- Effectif : 1 200 hommes
- Distribué ainsi :
  - 775 sapeurs
  - 190 mineurs
  - 165 ouvriers
  - 25 aérostiers

#### Troupes en garnisons
- Garnisons en Corse : 3 600 hommes des unités suivantes :
  - 23e demi-brigade d'infanterie légère : 3 bataillons de 2 500 hommes
  - 1er bataillon de la 86e demi-brigade d'infanterie de ligne : 1 bataillon pour 1 100 hommes
- Garnisons à Corfou : 4 000 hommes
  - Division Chabot : 4 000 hommes des unités suivantes :
    - 6e demi-brigade d'infanterie de ligne : 3 bataillons pour 1 000 hommes
    - 79e demi-brigade d'infanterie de ligne : 3 bataillons pour 3 000 hommes
- Garnisons à Malte : 4 000 hommes
  - Division Vaubois : 4 000 hommes
    - 3e bataillon de la 7e demi-brigade d'infanterie légère : 1 bataillon pour 1 150 hommes
    - 19e demi-brigade d'infanterie de ligne : 2 bataillons pour 1 050 hommes
    - 1er bataillon de la 80e demi-brigade d'infanterie de ligne : 1 bataillon pour 550 hommes
    - Éléments divers tirés des 6e et 41e demi-brigade d'infanterie de ligne ainsi que de la 23e demi-brigade d'infanterie légère : 1 200 hommes

#### Troupes créées
- 1798 : Légion nautique.
- 1799 : Régiment de Dromadaires.

### Escadre d'Orient
- Commandé par l'amiral François de Brueys
- Effectif : 335 bâtiments dont seulement 55 armés

#### Vaisseaux
- Effectif : 15 dont 2 armés en flûte
- Navire amiral : l’Orient de 118 canons
- Navire-hôpital : le Causse de 70 canons (pris à Venise)
  - Vaisseaux de 80 canons :
    - le Guillaume-Tell
    - le Franklin
    - le Tonnant

  - Vaisseaux de 74 canons :
    - le Spartiate
    - l’Aquilon
    - le Généreux
    - le Guerrier
    - le Peuple Souverain
    - le Timoléon
    - l’Heureux
    - le Mercure

  - Vaisseaux de 64 canons :
    - le Conquérant
    - le Dubois (pris à Venise)

#### Frégates
- Effectif : 13 dont 7 armées en flûte
  - Frégates de 40 canons frégate de 18 :
    - la Justice
    - la Diane
    - la Junon
    - l’Artémise

  - Frégates de 36 canons (frégate de 12) :
    - l’Alceste
    - la Sérieuse
    - la Sensible
    - la Courageuse
    - la Carrère
    - la Muiron
    - la Leoben

  - Frégates de 30 canons :
    - la Mantoue
    - la Montenotte

#### Corvette
- Effectif : une, armée en guerre
  - la Badine, de 30 canons

#### Autres
- 79 bricks (dont 5 armés en guerre)
- 38 bombardes (dont 4 armées en guerre)
- 3 avisos armés
- 75 tartanes (dont 6 armées)
- 6 chaloupes-canonnières
- 2 felouques canonnières
- 1 goélette
- 9 pinques
- 82 polacres
- 11 trois-mâts à hunes